# Anna Sundberg
Anna Sundberg, född 1971 i Halmstad, är en svensk författare. 2016 gav hon ut den självbiografiska boken Älskade terrorist: 16 år med militanta islamister, som hon skrivit tillsammans med journalisten och författaren Jesper Huor. Boken handlar om hennes gamla liv som jihadistfru då hon kallade sig Um Anas och var gift med terroristledaren Said Arif, som 2006 dömdes till nio års fängelse i Frankrike. Idag har Anna Sundberg tagit avstånd från sitt gamla liv. Hon arbetar som grundskollärare och har startat en kvinnojour. Hon är också aktiv i Miljöpartiet som kommunpolitiker. 2016 var hon med i ett avsnitt av pratshowen Skavlan som sänds i SVT och NRK.